# Matti Yrjänä Joensuu

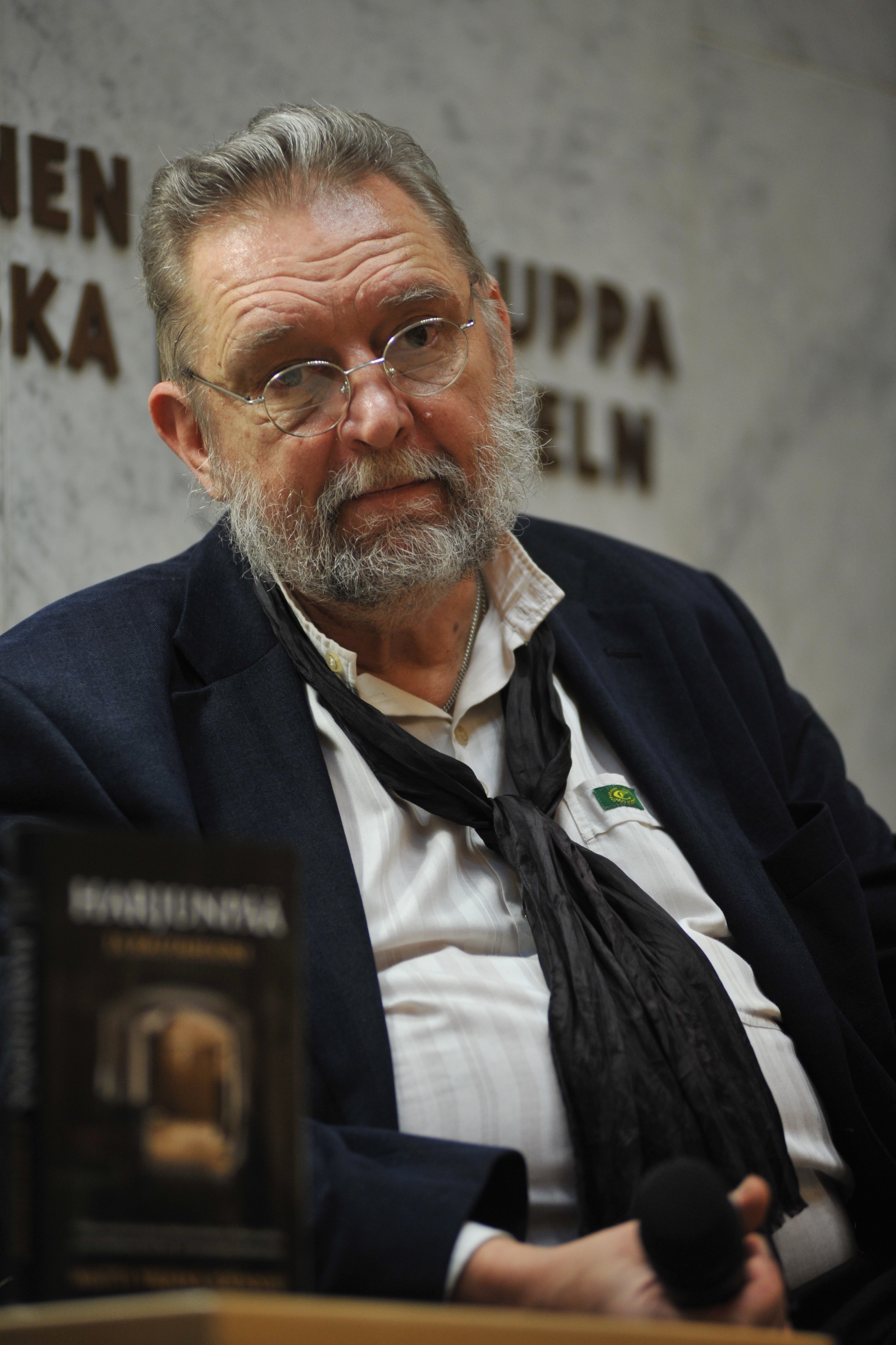
Matti Yrjänä Joensuu

Matti Yrjänä Joensuu (31 de octubre de 1948, Helsinki-4 de diciembre de 2011, Valkeakoski) fue un escritor finlandés. Autor de novelas policíacas donde el héroe, Harjunpää, es, como el autor, inspector de la brigada criminal de Helsinki. A lo largo de las investigaciones que realiza, el personaje, depresivo y sin ilusión por la naturaleza humana, pero lleno de humanidad y compasión, va dando a los cuentos cierta profundidad.
- Datos: Q1910631